# Lekenspiegel

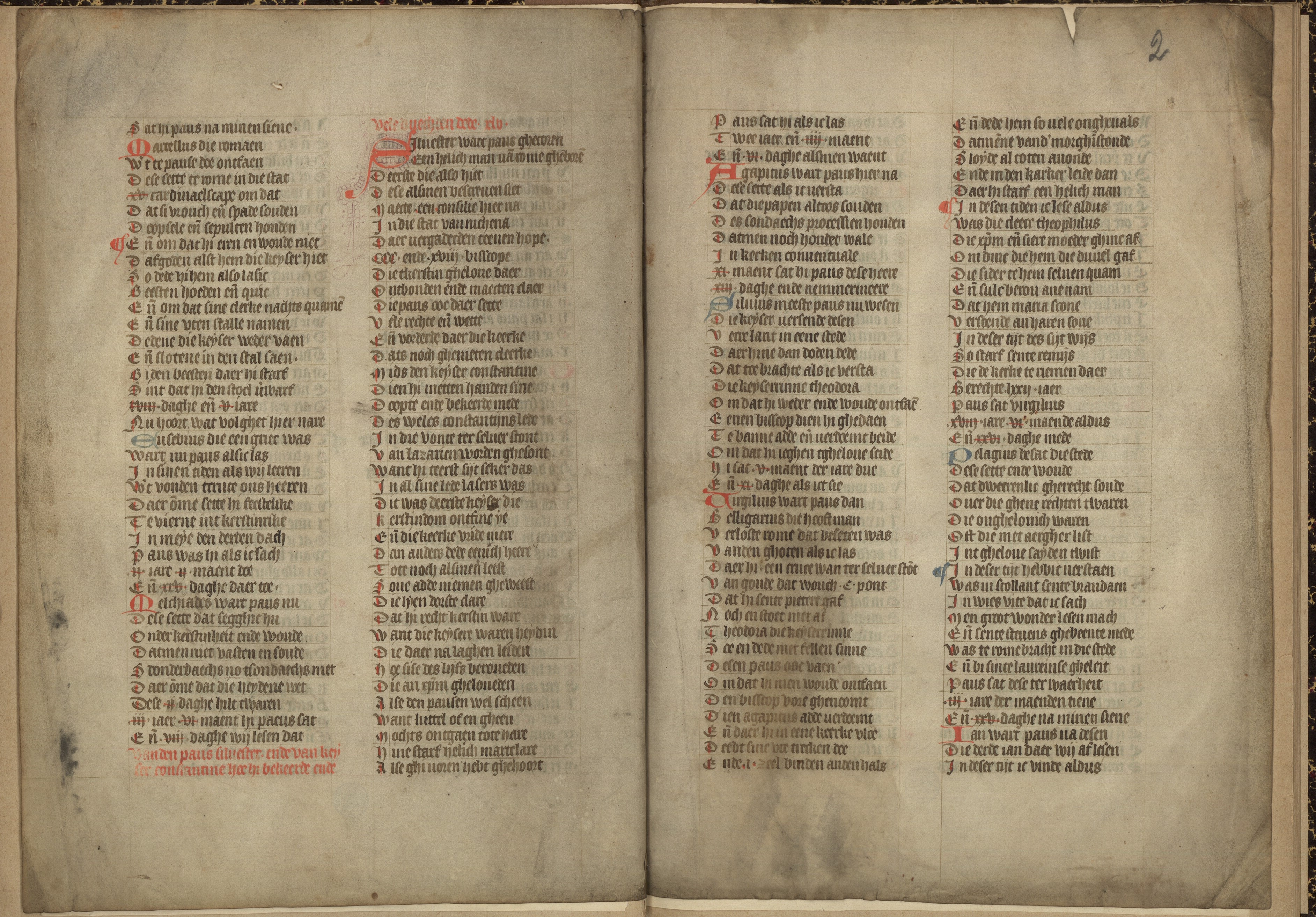
Fragment uit het handschrift 1588, bevattende de Lekenspiegel van Jan van Boendale.

De Lekenspiegel is een van de beroemdste werken van Jan van Boendale. Veel zijn werken waren wijdverspreid, maar vaak slechts in fragmenten uiteindelijk overgeleverd. Vandaag de dag resten ons nog vier volledige handschriften en enkele fragmenten. Zo een Middelnederlands fragment is er in het in de Universiteitsbibliotheek Gent bewaard handschrift 1588 terug te vinden.

## Inhoud Lekenspiegel
Omstreeks 1325 begon Jan van Boendale aan Der leken spiegel en hij voltooide het op 6 augustus 1330. Het werk kan gekarakteriseerd worden als een exemplarisch en moraliserend leerboek, waarin Boendale alle informatie verzamelde waarvan hij dacht dat leken die nodig hadden om een goed leven te leiden. Dit omvangrijke boek, dat bestaat uit 21.818 verzen, werd geschreven in opdracht van Rogier van Leefdael en diens echtgenote Agnes van Kleef. Vandaag de dag resten ons nog vier volledige handschriften en enkele fragmenten.
In de middeleeuwen kregen encyclopedische werken wel vaker een titel mee waarin het woord 'spiegel' (< Latijnse speculum) voorkomt. De auteurs hielden de lezer een 'spiegel' voor zowel van de werkelijkheid als van het ideaal waarnaar de mens moest streven. 'Leken' waren mensen die geen kennis van het Latijn hadden en bijgevolg geen toegang tot de clergie ('geleerdheid') die besloten lag in Latijnse bronnen. Boendale wilde deze kennis ook beschikbaar maken voor de leken.
In het eerste boek wordt het verhaal verteld van de schepping tot en met Salomons regering, waarbij onder andere aandacht wordt besteed aan de menselijke ziel, het menselijk lichaam en een aantal morele thema's. Zo prijst Boendale naar aanleiding van het verhaal van Adam en Eva het huwelijk, dat hij zelfs boven het celibaat van de priesters stelt. Het tweede boek handelt in hoofdzaak over het leven van Jezus. Boendale schenkt hierbij speciale aandacht aan Jezus' kindertijd, een periode die in de evangelies amper voorkomt. In dit boek schrijft hij eveneens over de liturgie en de geschiedenis van keizers en pausen. Boek drie behandelt vooral zedenkundige en moraliserende thema's, bijvoorbeeld hoe een man zijn vrouw hoort te behandelen en zijn kinderen moet opvoeden. Het bekendste hoofdstuk in dit boek is Hoe dichters dichten sullen, de oudste poëtica van het Nederlands. Het vierde en tevens laatste boek gaat over de toekomst, meer bepaald over het einde der tijden. Zo zouden de christenen onder meer te maken krijgen met de Antichrist en met vijftien plagen die de dag des oordeels aankondigen.

## Manuscript 1588
Het manuscript is vervaardigd in de eerste helft van de vijftiende eeuw in de Nederlanden. Het handschrift bestaat slechts uit twee volledige folio's en werd vervaardigd door een Jan van Clere. Zowel het eerste en tweede blad zijn afkomstig uit het tweede boek van de volledige compilatie. Het eerste blad komt uit kapittel 44, het tweede uit kapittel 48.